# 赛尔 (维埃纳省)
赛尔（法語：Saires，法語發音：[sɛʁ]）是法国新阿基坦大区维埃纳省的一个市镇，属于沙泰勒罗区。

## 地理
赛尔（46°53'5"N, 0°14'36"E）面积14.05 平方千米，位于法国新阿基坦大区维埃纳省，该省份为法国中西部省份，北起曼恩-卢瓦尔省和安德尔-卢瓦尔省，西接德塞夫勒省，南至夏朗德省，东南接上维埃纳省，东临安德尔省。
与赛尔接壤的市镇（或旧市镇、城区）包括：贝尔特贡、杜赛、蒙叙盖讷、普兰赛、萨维尼苏费、韦吕。

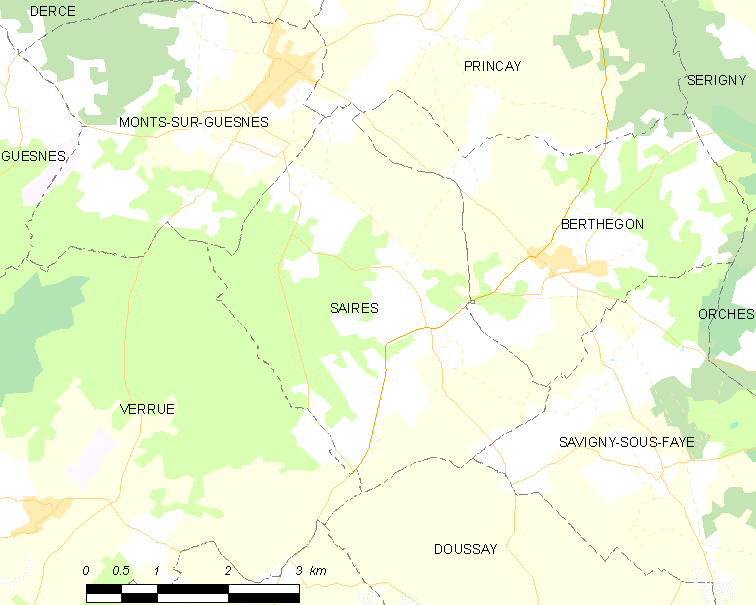
的OSM定位图

赛尔的时区为UTC+01:00、UTC+02:00（夏令时）。

## 行政
赛尔的邮政编码为86420，INSEE市镇编码为86249。

## 政治
赛尔所属的省级选区为卢丹县。

## 人口

1962-2008年间人口变化图示

赛尔于2022年1月1日时的人口数量为124人。